# 공자귀성
《공자귀성》(公子贵姓)은 2023년 방송되었던 중국의 드라마이다.

## 소개
- 영악하고 에너지 넘치며 귀여운 당불언은 가족력인 혈맥 문제로 눈물점이 있는 운명의 사람을 찾아다닌다. 우연히 차갑고 기품 있는 현기문의 소주, 이성계를 만나 두 사람의 운명이 얽히기 시작하고, 두 사람의 어처구니없지만 따뜻하고 치유되는 로맨스가 펼쳐지는데...

## 등장 인물
- 진메이천 - 당불언 역
- 멍언 - 이성혜 역
- 오승택 (吴承泽) - 운개설 역
- 채상우 (蔡祥宇) - 심이 역
- 반록우 (潘麓宇) - 안연 역
- 진명호 (陈名豪) - 이전 역
- 왕찬 (王璨) - 소팔 역
- 장뢰 (张雷) - 대장 역